# 李宣龚
李宣龔（1876年—1953年），字拔可，號觀槿，又號墨巢。福建閩縣（今福州）人。
師事陳衍。光緒二十年（1894年）甲午舉人，曾任湖南桃源知縣，官至江蘇候補知府。民國後，在上海商務印書館任職三十年多年。又工於詩，诗学郑孝胥，為同光體闽派詩人。與钱锺书友好。著有《硕果亭诗》二卷（杨钟羲序），《诗续》二卷。